# 金春明 (消防员)
金春明（1977年12月24日—），朝鲜族，黑龙江省尚志人，原辽宁省公安消防总队本溪市消防支队明山区大队特勤班班长，中华人民共和国公安部“模范消防战士”、“全国优秀人民警察”，中华人民共和国国务院和中央军事委员会“雷锋式消防战士”。
金春明1977年12月出生于黑龙江省尚志縣，1995年12月参军成为武警消防兵，1998年7月加入中国共产党，历任辽宁省公安消防总队本溪市支队明山区大队战士、特勤班班长、本溪市支队队长兼特勤中队中队长、本溪支队副参谋长，参加了数千次的灭火和抢险救援战斗，获个人一等功1次，二等功4次，三等功9次:54。

## 生平
1977年12月24日:106，金春明出生于黑龙江省尚志縣鱼池公社昌平村一个朝鲜族家庭。他的父亲28岁英年早逝，他的母亲将5岁的他和1岁的妹妹送人后，离家出走改嫁他乡。经济并不宽裕的大姑父在春明即将被带走时把他要了回来。9岁时，春明从大姑家搬到邻村二姑家。没过两年，二姑父去世。11岁的春明成了二姑家唯一的男劳动力。乡亲们时常对春明伸出援助之手。“吃百家饭，穿百家衣”长大的春明完成了初中学业，学习成绩一直排在班级前五名。上高一的时候，由于交不起学费，春明不得不辍学打工补给二姑家生活:60-61。
1995年冬，本溪市消防支队在乡里征兵。身高不足一米七，体型瘦小的春明并没有被征兵的老师看好。但是乡干部们却极力推荐春明，认为他是当兵的好苗子。在乡干部的努力下，春明在1995年12月成为一名本溪消防兵:61。入伍后，身材瘦小的金春明与其他身体素质好的队员相比在体能训练方面很吃力。从小在朝鲜族学校读书的他，汉语水平也非常差。他的领导一度劝他改到后勤班工作。但他却迎难而上，自己主动加大了训练强度，并在业余时间刻苦学习汉语。一年下来，他磨烂了5双胶鞋、两套训练服，练散了两部挂钩梯，并能用汉语与他人流利交流:18-19。由于表现出色，他入伍第二年便当上了班长:79。
1997年夏，金春明在支队消防技能比武大赛中摘得第一名。此后，他又连续两年蝉联比武大赛冠军。2002年，他当选全国公安消防部队执勤岗位练兵“十佳技术能手”:18。获全国公安消防部队“十佳技术能手”后，他被上级机关奖励两万元奖金。经过考虑，他用这两万与本溪市团委设立了“春明爱心助学奖学金”，用于资助特困生完成学业。在他的带动下，部队官兵和社会人士纷纷捐款累计60多万元:108。
在金春明的消防生涯中，他参加了数千次的灭火和抢险救援战斗，先后获个人一等功1次，二等功4次，三等功9次。2004年，他被公安部授予“模范消防战士”荣誉称号，2005年获辽宁省“人民功勋警官”称号，以及团中央、全国青联第九届中国青年五四奖章:54。2005年8月，他被公安部评为“全国优秀人民警察”，参加了第七次全国公安保卫战线英雄模范立功集体大会:109。同年，他被部队派往公安消防部队昆明指挥学校学习，2008年毕业后，被授予武警中尉警衔:54。
2006年5月2日，金春明被中华人民共和国国务院和中央军委授予“雷锋式消防战士”荣誉称号，并得到时任国家主席胡锦涛的接见:485。同年7月，中共中央宣传部、解放军总政治部、公安部和中共辽宁省委在北京人民大会堂举行了雷锋式消防战士金春明同志先进事迹报告会。

## 家庭
金春明的妻子于莹是名幼儿教师。两人育有一女:62。两人经于莹的外公孙宝臣牵线结为连理。2002年，孙宝臣曾两次将家门钥匙锁在屋内，都是金春明从阳台进入帮助开门，对金春明印象甚好，并将外孙女介绍给他相亲。两人于2004年5月30日，在本溪市消防支队营区举行了婚礼。本溪市委政法委副书记姜成日是两人的证婚人。消防支队政委蔡畅宇和金春明家乡村支书金太千出席了婚礼:108-110。
金春明入伍后，一直找人帮助找寻失散多年的妹妹。本溪消防支队领导得知情况后最终帮他找到了妹妹。他的妹妹由黑龙江鸡西市的一对朝鲜族老夫妻收养，中专毕业后在天津工作。2003年12月3日，金春明被支队领导特意安排休假前往天津，与分别22年妹妹团聚。:107-108